# Ⱥ
De Ⱥ, kleine letter: ⱥ, wordt gebruikt in het Saanich, een dialect dat deel uitmaakt van de Salishtalen. De letter wordt uitgesproken als [ej].